# Ipercalvinismo
L'ipercalvinismo è una branca della teologia calvinista fatalista.
Per gli ipercalvinisti l'umanità non possiede il dovere universale di credere in Cristo per la salvezza delle loro anime. L'ipercalvinismo si distingue dal calvinismo tradizionale per quanto riguarda la "sufficienza ed efficienza" dell'espiazione di Cristo. La predestinazione nel calvinismo sostiene tradizionalmente che solo gli eletti sono in grado di comprendere l'espiazione di Cristo, ma che la sufficienza dell'espiazione si estende a tutta l'umanità, mentre l'iper-calvinismo sostiene che l'espiazione è sufficiente solo per gli eletti.
Fra i teologici ipercalvinisti sono John Gill, Arthur Pink e R.C. Sproul.